# Giovanni Luci
Giovanni Luci (Colle di Val d'Elsa, 1570 – Firenze, 1650 circa) è stato un politico e giurista italiano.
Fu Capitano di Giustizia della città di Siena e giudice assessore del Tribunale degli Otto a Firenze.

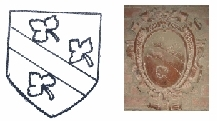
Stemma in terracotta della famiglia Luci nel Palazzo Pubblico di Siena con iscrizione dedicata a Emilio e Giovanni Luci, a nome del granduca Ferdinando II de' Medici e datata novembre 1656.

## Biografia
Giovanni Luci nacque a Colle di Val d'Elsa nel 1570, figlio primogenito del giureconsulto colligiano Emilio Luci e di Piera Pacini di Agostino; studiò come il padre diritto canonico e civile all'Università di Pisa.
Dal 1622 al 1625 fu giudice assessore al Banco Attuario di San Miniato, tribunale che aveva competenza sulle cause civili. Fu successivamente Auditore della Ruota di Siena e Podestà della città di Pontremoli. Dalle cause civili passo quindi a quelle penali divenendo Auditore del Tribunale Criminale di Genova, conosciuto anche con il nome di Rota Criminale.
Sotto Ferdinando II de' Medici Giovanni Luci venne nominato Capitano di Giustizia della Città e Stato di Siena, importante magistratura che aveva giurisdizione sulla città di Siena soprattutto in materia criminale. In seguito si trasferì a Firenze in qualità di giudice assessore del Tribunale degli Otto di Guardia e di Balia, antica magistratura fiorentina passata poi al granducato che aveva il controllo dell'amministrazione giudiziaria e sovrintendeva la gestione dell'ordine pubblico.
Giovanni Luci sposò la colligiana Lucrezia Tolosani di Giovanni. Il primogenito nato dalla coppia, Emilio Luci, diventò Auditore Fiscale del Granducato di Toscana nella seconda metà del XVII secolo, incarico che mantenne per oltre vent'anni. I nipoti, Filippo Luci e Gregorio Luci seguirono le orme familiari, ricoprendo vari incarichi giudiziari e governativi all'interno del granducato, sia durante il periodo mediceo che dopo l'arrivo in Toscana degli Asburgo-Lorena.